# Giacinto Morera
Pour les articles homonymes, voir Morera.
Giacinto Morera, né le 18 juillet 1856 à Novare et mort le 8 février 1909 à Turin, est un mathématicien italien. Son nom est associé en analyse complexe au théorème de Morera.